# ジョアン・ピント (1961年生のサッカー選手)
ジョアン・ドミンゴス・ダ・シルヴァ・ピント（João Domingos da Silva Pinto、1961年11月21日 - ）は、ポルトガル出身の元同国代表サッカー選手。ポジションはDF。

## 経歴
FCポルト一筋で、16シーズンに渡りプレーした。代表でも70試合に出場、1986 FIFAワールドカップ、UEFA欧州選手権1984に出場するなどした。